# Lijsttrekker

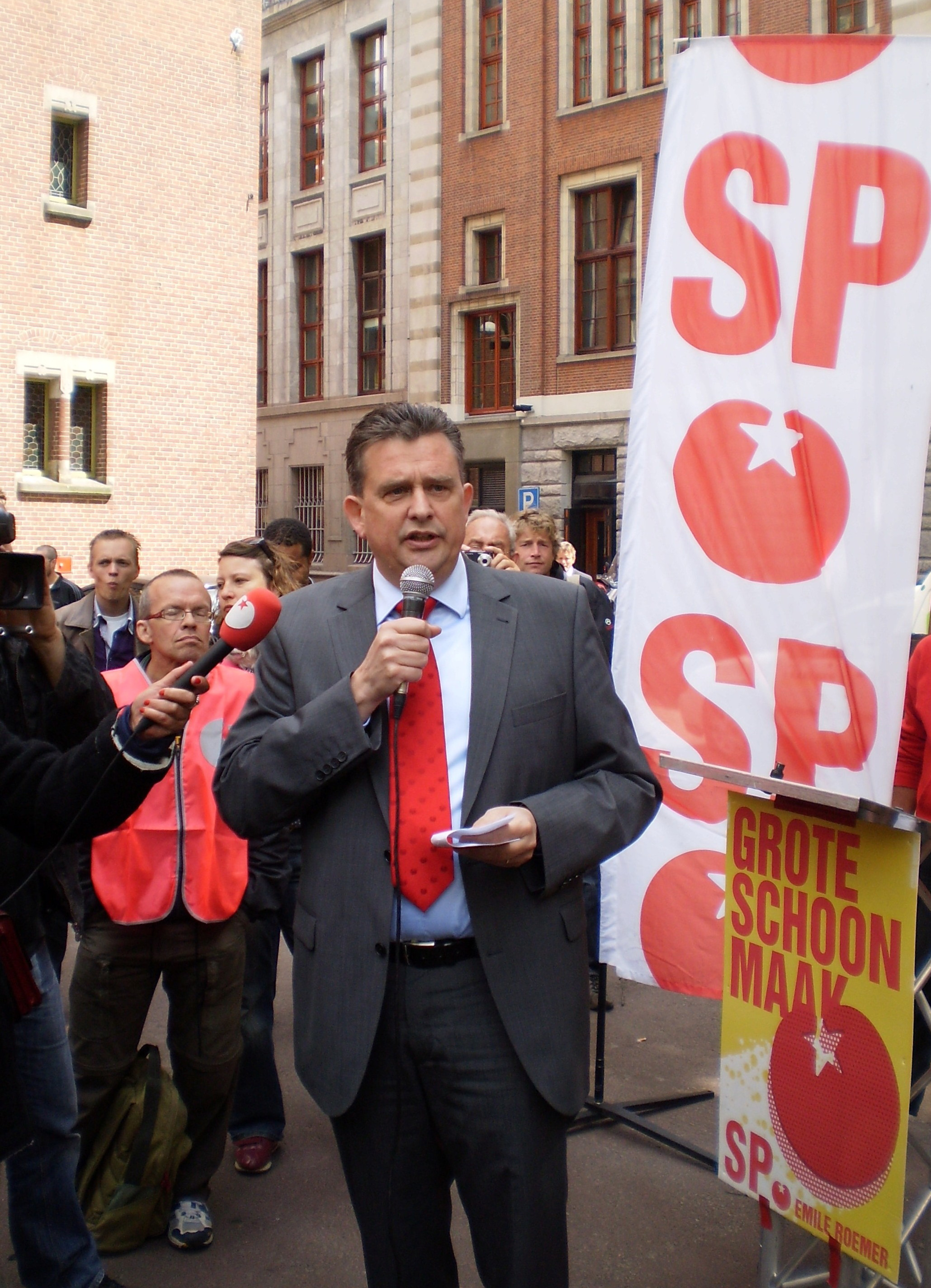
Emile Roemer, lijsttrekker del Partit Socialista el 2010

Lijsttrekker (neerlandès: ˈlɛistˌtrɛkər, 'cap de llista') és un concepte neerlandès utilitzat als Països Baixos, Bèlgica i al Surinam per designar el cap de llista d'un partit en una llista electoral.
En general, aquest càrrec el té el líder polític del partit. Després de les eleccions, la persona normalment lidera el grup parlamentari del partit als Estats Generals, o pot aconseguir un càrrec de responsabilitat al govern si el seu partit forma part de la coalició governant. El Primer Ministre acostuma a sorgir d'entre els lijsttrekkers de les eleccions anteriors.
En el transcurs de la campanya electoral aquesta persona acostuma a atraure la major atenció, per exemple als debats de lijsttrekker, on els lijsttrekkers debaten temes rellevants amb els seus iguals a la televisió. Si el partit no obté uns bons resultats a les eleccions, el lijsttrekker acostuma a dimitir, abandonant la política permanentment.